# Albert Milambo Mutumba
Albert Milambo Mutumba est un joueur de football congolais né à Mbuji-Mayi le 1er décembre 1984.
Son poste de prédilection est milieu défensif.
- Taille : 1,75 m
- Poids : 75 kg

## Carrière
| Année   | Club                 | Pays                             |
| ------- | -------------------- | -------------------------------- |
| 2002    | AS Vita Club         | République démocratique du Congo |
| 2003    | AS Vita Club         | République démocratique du Congo |
| 2004    | AS Vita Club         | République démocratique du Congo |
| 2005    | FC Saint Éloi Lupopo | République démocratique du Congo |
| 2005-06 | Le Havre AC          | France                           |
| 2006-07 | Le Havre AC          | France                           |
| 2007-08 | Le Havre AC          | France                           |
| 2008-09 | AS Beauvais          | France                           |
| 2009-10 | AS Cannes            | France                           |
| 2010-11 | AS Beauvais          | France                           |
| 2011-12 | AS Beauvais          | France                           |
| 2013    | Primeiro de Agosto   | Angola                           |

## Palmarès
- Champion de France de Ligue 2 avec Le Havre en 2008

## Sélections
- Il est international A avec l'équipe de République démocratique du Congo. Il a participé à la Coupe d'Afrique des nations 2006.